# Loy (zoologia)
Loy Martynov, 1994 è un genere  di molluschi nudibranchi appartenente alla famiglia Corambidae.

## Tassonomia
Il genere comprende le seguenti specie:
- Loy meyeni Martynov, 1994
- Loy millenae (Martynov, 1994)
- Loy thompsoni (Millen & Nybakken, 1991)